# Hella
För andra betydelser, se Hella (olika betydelser).

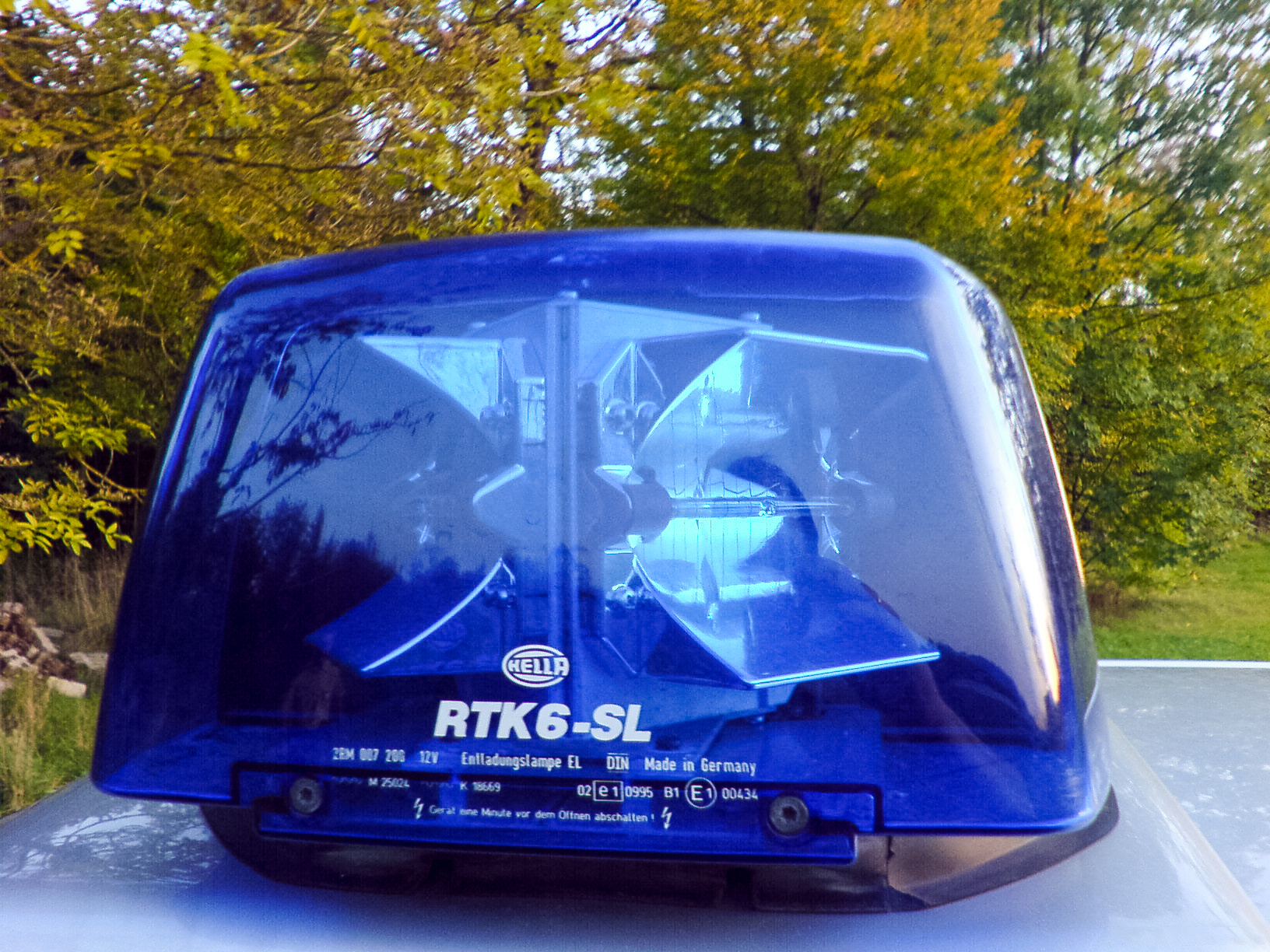
Hella RTK 6-SL

Hella, eg. Hella KGaA Hueck & Co., tysk fordonskomponenttillverkare, huvudkontor i Lippstadt. Hella tillverkar fordonskomponenter som strålkastare, baklampor och tillhörande elektronik. Hella har runt 23 000 anställda över hela världen och är ett av Tysklands 100 största företag. 
Det grundades 1899 som Metall-Industrie Akt.-Gesellschaft av Sally Windmüller. Företaget tillverkade då ljus och lampor för droskor. Namnet Hella började användas som varumärke 1908 och för hela företaget från 1910. Familjen Hueck blev ägare till bolaget 1923. Efter andra världskriget växte bolaget och återfinns i Tyskland förutom i Lippstadt även i Bremen, Recklinghausen, Hamm (Bockum-Hövel), Nellingen och Wembach. 1961 startade den första fabriken utomlands i Australien. 
Bland företagets produktutvecklingar hör elektriska strålkastare (1908) och H4-halogenstrålkastare (1971)